# Cataglyphis constrictus
Cataglyphis constrictus é uma espécie de inseto do gênero Cataglyphis, pertencente à família Formicidae.